# Kártyavár (televíziós sorozat)
A Kártyavár (eredeti cím: House of Cards) 2013–2018 között sugárzott amerikai politikai drámasorozat, amelyet Beau Willimon alkotott. A sorozat a BBC House of Cards címen futó minisorozatának amerikai változata. Az eredeti sorozat Michael Dobbs azonos című regénye alapján készült. A főbb szerepekben Kevin Spacey, Robin Wright, Michael Kelly és Jayne Atkinson látható.
Az első, tizenhárom részből álló évad premierje 2013. február 1-jén volt a Netflixen. A sorozat első, majd később a második évada magyar szinkronnal először az AXN Now online videotéka szolgáltatásában volt elérhető, később a sorozatot a negyedik évad premierjével egy időben elérhetővé vált a Netflix Magyarország felületén is. A sorozat első évadát 2016. szeptember 18-án mutatta be magyar szinkronnal a Duna Televízió.
A sorozat napjaink Washingtonjában játszódik. A történet főszereplői Frank Underwood (Kevin Spacey) Dél-Karolina ötödik választókerületének képviselője, valamint a demokrata párt frakcióvezetője és felesége Claire Underwood (Robin Wright). Az első epizód azzal indul, hogy Frank Underwood nem kapja meg a hőn áhított kinevezést az Amerikai Egyesült Államok Külügyminisztériumának élére, ezért feleségével karöltve saját erőből próbálnak bosszút állni, illetve nagyobb hatalomra törni. A sorozat fő témái a kegyetlen pragmatizmus, a politikai manipulációk és a hatalom.
A Kártyavár a kritikusoktól pozitív visszajelzéseket kapott, valamint 33 alkalommal jelölték Primetime Emmy-díjra, többek között a legjobb drámasorozat, a legjobb férfi főszereplő, valamint a legjobb női főszereplő kategóriákban. A sorozat volt az első webes felületre gyártott televíziós műsor, amely jelölést kapott a díjátadón. A sorozatot és színészeit nyolc alkalommal jelölték Golden Globe-díj-ra, ezek közül 2014-ben Wright elnyerte a legjobb női főszereplőnek járó díjat, majd 2015-ben Spacey kapta a legjobb férfi főszereplőnek járó díjat.
2017. október 30-án a Netflix bejelentette, hogy a sorozat a hatodik évaddal véget ér. A bejelentést követő napon a forgatást felfüggesztették, hogy értékeljék a kialakult helyzetet. November 3-án közzétették, hogy a zaklatási-botrány miatt nem dolgoznak tovább Kevin Spacey-vel. December 4-én a Netflix megerősítette, hogy sorozat utolsó évada nyolc epizódból áll, majd 2018. augusztus 7-én bejelentették, hogy ezen részek bemutatója 2018. november 2-án lesz.

## Évadáttekintés
| Évad | Évad | Epizódok | Eredeti sugárzás  | Eredeti sugárzás  | Magyar sugárzás      | Magyar sugárzás      |
| Évad | Évad | Epizódok | Évadpremier       | Évadfinálé        | Évadpremier          | Évadfinálé           |
| ---- | ---- | -------- | ----------------- | ----------------- | -------------------- | -------------------- |
|      | 1.   | 13       | 2013. február 1.  | 2013. február 1.  | 2016. szeptember 18. | 2016. december 11.   |
|      | 2.   | 13       | 2014. február 14. | 2014. február 14. | 2017. január 1.      | 2017. március 26.    |
|      | 3.   | 13       | 2015. február 27. | 2015. február 27. | 2017. április 2.     | 2017. június 25.     |
|      | 4.   | 13       | 2016. március 4.  | 2016. március 4.  | 2018. február 19.    | 2018. május 28.      |
|      | 5.   | 13       | 2017. május 30.   | 2017. május 30.   | 2018. június 11.     | 2018. szeptember 10. |
|      | 6.   | 8        | 2018. november 2. | 2018. november 2. | n. a.                | n. a.                |

## Színészek és szereplők

### Főszereplők
Az eredeti tervek szerint a sorozat története Frank Underwood és felesége Claire Underwood felemelkedését és bukását mutatta volna be, ám a Frank Underwoodot alakító Kevin Spaceyt övező szexuális botrányok fényében a szereplőt kiírták a sorozat utolsó évadából, innentől a Frank feleségét alakító Robin Wright vált a sorozat egyetlen főszereplőjévé. Mindössze három színész szerepelt a sorozat minden évadában, közülük csak Robin Wright tűnt fel mind a 73 részben.
| Karakter              | Színész              | Magyar hang    | Évad       | Évad       | Évad       | Évad       | Évad       | Évad       |
| Karakter              | Színész              | Magyar hang    | Első       | Második    | Harmadik   | Negyedik   | Ötödik     | Hatodik    |
| --------------------- | -------------------- | -------------- | ---------- | ---------- | ---------- | ---------- | ---------- | ---------- |
| Francis J. Underwood  | Kevin Spacey         | Epres Attila   | Főszereplő | Főszereplő | Főszereplő | Főszereplő | Főszereplő |            |
| Claire Hale Underwood | Robin Wright         | Spilák Klára   | Főszereplő | Főszereplő | Főszereplő | Főszereplő | Főszereplő | Főszereplő |
| Douglas Stamper       | Michael Kelly        | Laklóth Aladár | Főszereplő | Főszereplő | Főszereplő | Főszereplő | Főszereplő | Főszereplő |
| Zoe Barnes            | Kate Mara            | Gáspár Kata    | Főszereplő | Vendég     |            | Vendég     |            |            |
| Peter Russo           | Corey Stoll          | Zöld Csaba     | Főszereplő |            |            | Vendég     |            |            |
| Linda Vasquez         | Sakina Jaffrey       | Németh Kriszta | Főszereplő | Főszereplő |            |            |            | Vendég     |
| Christina Gallagher   | Kristen Connolly     | Solecki Janka  | Főszereplő | Visszatérő |            |            |            |            |
| Lucas Goodwin         | Sebastian Arcelus    | Gáspár András  | Főszereplő | Főszereplő |            | Visszatérő |            |            |
| Garrett Walker        | Michael Gill         | Kautzky Armand | Főszereplő | Főszereplő |            | Visszatérő | Vendég     |            |
| Edward Meechum        | Nathan Darrow        | Juhász Zoltán  | Főszereplő | Főszereplő | Főszereplő | Főszereplő |            |            |
| Rachel Posner         | Rachel Brosnahan     | Horváth Lili   | Főszereplő | Főszereplő | Visszatérő |            |            |            |
| Janine Skorsky        | Constance Zimmer     |                | Főszereplő | Visszatérő |            | Vendég     |            | Főszereplő |
| Remy Danton           | Mahershala Ali       | Király Attila  | Főszereplő | Főszereplő | Főszereplő | Főszereplő |            |            |
| Gillian Cole          | Sandrine Holt        | Hámori Eszter  | Főszereplő | Vendég     |            |            |            |            |
| Catherine Durant      | Jayne Atkinson       |                | Visszatérő | Főszereplő | Visszatérő | Főszereplő | Főszereplő | Visszatérő |
| Raymond Tusk          | Gerald McRaney       | Rosta Sándor   | Visszatérő | Főszereplő |            | Visszatérő | Vendég     |            |
| Tom Hammerschmidt     | Boris McGiver        | Tarján Péter   | Visszatérő | Visszatérő |            | Főszereplő | Főszereplő | Főszereplő |
| Jacqueline Sharp      | Molly Parker         | Tóth Enikő     |            | Főszereplő | Főszereplő | Főszereplő |            |            |
| Gavin Orsay           | Jimmi Simpson        |                |            | Főszereplő | Főszereplő |            |            |            |
| Ayla Sayyad           | Mozhan Marnò         |                |            | Főszereplő | Visszatérő |            |            |            |
| Seth Grayson          | Derek Cecil          |                |            | Visszatérő | Főszereplő | Főszereplő | Főszereplő | Főszereplő |
| Heather Dunbar        | Elizabeth Marvel     |                |            | Visszatérő | Főszereplő | Főszereplő |            |            |
| Seth Grayson          | Derek Cecil          |                |            | Visszatérő | Főszereplő | Főszereplő | Főszereplő | Főszereplő |
| Thomas Yates          | Paul Sparks          |                |            |            | Főszereplő | Főszereplő | Főszereplő |            |
| LeAnn Harvey          | Neve Campbell        |                |            |            |            | Főszereplő | Főszereplő |            |
| Will Conway           | Joel Kinnaman        |                |            |            |            | Főszereplő | Főszereplő |            |
| Hannah Conway         | Dominique McElligott |                |            |            |            | Főszereplő | Főszereplő |            |
| Jane Davis            | Patricia Clarkson    |                |            |            |            |            | Főszereplő | Főszereplő |
| Mark Usher            | Campbell Scott       |                |            |            |            |            | Főszereplő | Főszereplő |
| Alex Romero           | James Martinez       |                |            |            |            |            | Főszereplő |            |
| Sean Jeffries         | Korey Jackson        |                |            |            |            |            | Főszereplő |            |
| Annette Shepherd      | Diane Lane           |                |            |            |            |            |            | Főszereplő |
| Bill Shepherd         | Greg Kinnear         |                |            |            |            |            |            | Főszereplő |
| Duncan Shepherd       | Cody Fern            |                |            |            |            |            |            | Főszereplő |

### Visszatérő szereplők
| Karakter           | Színész           | Évad       | Évad       | Évad       | Évad       | Évad       | Évad       |
| Karakter           | Színész           | Első       | Második    | Harmadik   | Negyedik   | Ötödik     | Hatodik    |
| ------------------ | ----------------- | ---------- | ---------- | ---------- | ---------- | ---------- | ---------- |
| Donald Blythe      | Reed Birney       | Visszatérő | Visszatérő | Visszatérő | Visszatérő | Visszatérő |            |
| Bob Birch          | Larry Pine        | Visszatérő | Visszatérő | Visszatérő | Visszatérő | Visszatérő |            |
| Terry Womack       | Curtiss Cook      | Visszatérő | Visszatérő | Visszatérő | Visszatérő | Visszatérő |            |
| Freddy Hayes       | Reg E. Cathey     | Visszatérő | Visszatérő | Visszatérő | Vendég     |            |            |
| Michael Kern       | Kevin Kilner      | Visszatérő | Vendég     |            |            |            |            |
| Adam Galloway      | Ben Daniels       | Visszatérő | Visszatérő |            |            |            |            |
| Nancy Kaufberger   | Elizabeth Norment | Visszatérő | Visszatérő |            |            |            |            |
| Margaret Tilden    | Kathleen Chalfant | Visszatérő |            |            | Visszatérő |            |            |
| Marty Spinella     | Al Sapienza       | Visszatérő |            |            |            |            |            |
| Jim Matthews       | Dan Ziskie        | Visszatérő |            |            |            | Visszatérő |            |
| Nathan Green       | Jeremy Holm       |            | Visszatérő | Visszatérő | Visszatérő | Visszatérő | Visszatérő |
| Hector Mendoza     | Benito Martinez   |            | Visszatérő | Visszatérő |            |            |            |
| Lisa Williams      | Kate Lyn Sheil    |            | Visszatérő | Visszatérő |            | Visszatérő |            |
| Patricia Walker    | Joanna Going      |            | Visszatérő |            |            |            |            |
| Daniel Lanigan     | Gil Birmingham    |            | Visszatérő |            |            |            |            |
| Xander Feng        | Terry Chen        |            | Visszatérő |            |            |            |            |
| Connor Ellis       | Samuel Page       |            | Visszatérő |            |            |            |            |
| Megan Hennessey    | Libby Woodbridge  |            | Visszatérő |            |            |            |            |
| Eric Rawlings      | Malcolm Madera    |            | Vendég     |            | Vendég     | Visszatérő |            |
| Gary Stamper       | Kelly AuCoin      |            |            | Visszatérő |            |            |            |
| Viktor Petrov      | Lars Mikkelsen    |            |            | Visszatérő | Visszatérő | Visszatérő | Visszatérő |
| Kate Baldwin       | Kim Dickens       |            |            | Visszatérő | Visszatérő | Vendég     |            |
| Elizabeth Hale     | Ellen Burstyn     |            |            |            | Visszatérő |            |            |
| Aidan Macallan     | Damian Young      |            |            |            | Visszatérő | Visszatérő |            |
| Brockhart tábornok | Colm Feore        |            |            |            | Visszatérő | Visszatérő |            |
| Roger Olmstead     | Lee Sellars       |            |            |            |            | Visszatérő | Visszatérő |
| Nora Cafferty      | Susan Pourfa      |            |            |            |            | Vendég     | Visszatérő |
| Brett Cole         | Boris Kodjoe      |            |            |            |            |            | Visszatérő |